# 蘇菲的鍊金工房2 ～不可思議夢的鍊金術士～
《蘇菲的鍊金工房2 ～不可思議夢的鍊金術士～》是由光榮特庫摩於2022年2月24日發售的日本遊戲軟體。發售了PlayStation 4、Nintendo Switch及Steam三版本。
本作為鍊金工房25週年紀念作品。

## 故事概要
時間點坐落於蘇菲的鍊金工房 ～不可思議書的鍊金術士～及菲莉絲的鍊金工房 ～不可思議旅的鍊金術士～之間。
解決了「根絕的鍊金術士」勞爾德事件後，蘇菲為了成為公認鍊金術士，離開故鄉基爾亨·貝爾，與普拉芙妲及奧斯卡展開了旅行，目的地是一座礦山城鎮。
途中普拉芙妲夢見一棵神秘的大樹，並持續引導她們找到該大樹，然而大樹卻將普拉芙妲吸收了進去，心急的蘇菲便也跟著進入。
她們所到達的地方，則是被稱為「夢世界」艾德維格的異世界。

## 主要角色
下列中文譯名皆以官方翻譯為主。
蘇菲·諾伊恩謬拉（Sophie Neuenmuller）
年齡：19歲；身高：156cm；職業：鍊金術士
聲優：相坂優歌
本作主人公。為了找出失蹤的夥伴普拉芙妲，在沒有受到夢神艾薇拉的邀請下進入了「夢世界」艾德維格。
雖然還是有些孩子氣的地方，但明顯比前作成熟不少。
普拉芙妲（Plachta）
年齡：16歲；身高：152cm；職業：鍊金術士
聲優：井口裕香
與蘇菲的旅伴同名的少女，講話有時會有些裝模作樣，在原本的世界有位鍊金術士的夥伴，名為勞爾德。
與人偶普拉芙妲有相當大的關聯。
拉米潔兒·埃倫邁爾（Ramizel Erlenmeyer）
年齡：22歲；身高：160cm；職業：鍊金術士
聲優：高橋李依
與蘇菲的祖母同名的女性，為人熱心，是夢神艾薇拉及夢世界住民最信任的人。
使用的武器雖然是法杖，卻被拿來當成像長槍或棍棒類的武器來使用。
與蘇菲的祖母有相當大的關聯。
阿蕾特·克拉勒蒂（Alette Claretie）
年齡：17歲；身高：154cm；職業：商人
聲優：悠木碧
性格活潑但有些莽撞的少女，意外的有文化素養，對有價值的東西感覺特別敏銳。
在蘇菲來到夢世界前，大部分都與皮莉卡待在一起。
夢想是成為大商人。
奧利亞斯·安德斯（Olias Enders）
年齡：25歲；身高：179cm；職業：保鑣
聲優：前野智昭
在原本的世界是名傭兵，實力不下於前騎士團團長迪伯爾德。為人有些自戀，有著植養蔬果的興趣。
夢想是能再與離別多年的家人見面。
迪伯爾德·萊韋倫茨（Diebold Lewerenz）
年齡：29歲；身高：176cm；職業：保鑣
聲優：河西健吾
在原本的世界是前騎士團團長，到了夢世界則跟奧利亞斯一樣選擇當保鑣。為人沉默寡言，但行事也相當值得信賴。
夢想是擊敗斯拉夫龍。

## 次要角色
人偶普拉芙妲（Doll Plachta）
年齡：？？？歲；身高：152cm；職業：蘇菲的搭檔
聲優：井口裕香
蘇菲原本的旅伴，進入夢世界後下落不明。
皮莉卡（Pirka）
年齡：24歲；身高：160cm；職業：店長
聲優：早瀨雪未
在夢世界經營「皮莉卡堂」，很喜歡睡午覺。相當尊敬迪伯爾德。
與蘇菲前作的夥伴柯爾涅莉雅似乎是同族，也有著複製物品的能力。
諾姆·杜摩提耶（Gnome Dumortier）
年齡：18歲；身高：166cm；職業：店員
聲優：大野柚布子
於餐廳「水晶光輝亭」工作的青年，為人認真，常常代替店長卡蒂包辦所有工作。
在原本的世界是武家名門的獨生子，有著優秀的繪畫天分。
卡特麗娜·巴爾巴斯特（Katrina Balbastre）
年齡：26歲；身高：164cm；職業：餐廳店長
聲優：沼倉愛美
在夢世界經營餐廳「水晶光輝亭」，暱稱是卡蒂。為人懶散，但有著相當優秀的情報蒐集能力。
在原本的世界是「見聞院」的首席司書。
艾薇拉（Elvira）
年齡：？？？歲；身高：156cm；職業：創世神
聲優：上田麗奈
夢神，創造出了「夢世界」艾德維格，讓有夢想的人能來精進自己。
外表雖然成熟艷麗，但個性卻相當膽小怕生。
然而夢也有惡夢，間接創造出了魔物「古羅爾」，為夢世界帶來了隱憂。

## 主題曲
片頭曲：Syndetos，主唱：鈴湯
插入曲：Nemo，主唱：霜月はるか
片尾曲：Planisphere，主唱：近藤佑香

## 關聯作品
- 破曉傳奇[4]
- BLUE REFLECTION 帝

有免費下載的DLC相關要素，如服裝、地圖等。